# Kétvízköz

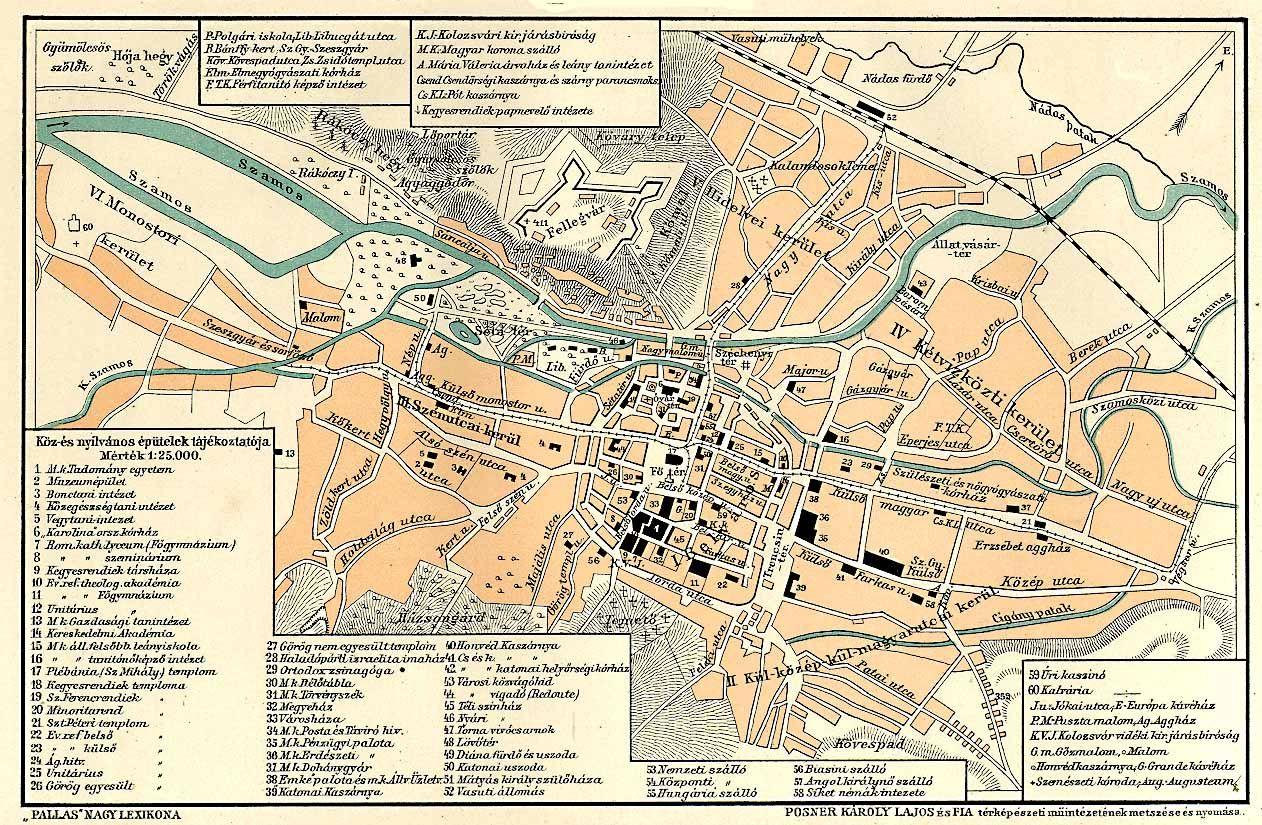
Kolozsvár térképe 1897-ből

A Kétvízköz Kolozsvár egyik történelmi városrésze. 

## Fekvése
A Kis-Szamos folyótól és a belőle kiágazó, majd ismét visszatérő Malomároktól közrezárt hatalmas szigetet régebben „Két víz között”, a 18. század eleje óta pedig Kétvízköz néven említik. Napjainkban ezzel a névvel leginkább a sziget Széchenyi tértől (ma Piața Mihai Viteazu) északkeletre elterülő részét illetik. A Széchenyi tértől nyugatra lévő összeszűkülő részt, amelyen a Sétatér is fekszik Kolozsmonostor különállása idején Monostori Kétvízköznek is nevezték. 

## Története
A Kétvízköz egész területe egykoron berek volt, erre napjainkban mindössze a Berek utca (ma Livezii) neve utal, amely a 19. század végén még befejezetlenül olvadt bele a beépítetlen mezőbe és fás-füves területbe. A vizenyős, dús növényzettel rendelkező terület természetes akadályt képezett a Kolozsvárt támadni készülő seregek útjában, így azok inkább Hídelve és leggyakrabban azonban Szamosfalva szántóföldjei felől támadták a várat és a hóstátokat. 
A Berek elnevezés sokáig fennmaradt a lakosság körében a Kétvízköz keleti végének megnevezésére, amely sokáig fás-füves terület volt mezőgazdasági területekkel.
Az 1718. évi katonai térkép szerint a Kétvízköznek az északi városfal északnyugati saroktornyától, az északkeleti toronyig terjedő területe szinte teljesen lakatlan volt. Itt az 1763–1785. évi katonai térkép is csak helyenként jelöl egy-egy házat. A nagyjából a Külső-Magyar utcával párhuzamos része mindkét térkép szerint majorokkal sűrűbben-ritkábban beépült külváros volt. A 19. század elején itt volt a Barompiac, a későbbi Széchenyi tér.
A Kétvízköz északkeleti részén alakult ki a város egyik hóstátja. A 19. század közepén, amikor újjászervezték a város közigazgatását, egyike lett a 12 tizednek, s hozzá tartozott a Malom (ma Barițiu) utca, a Széchenyi tér, a Tímár (ma Andrei Șaguna), az Eperjes (ma Onisifor Ghibu), a Csertörő (ma Scorțarilor) utca, a Téglás (ma Fabricii), a Wesselényi (ma Nicolae Bălcescu), a Krizbai (ma Mărășești), az Ágoston (ma Oituz), a Lázár (ma Gheorghe Lazăr) és a Hosszú (ma Ploiești) utca.
A Kétvízközben volt a város állatvásártere, amelynek helyét később a vágóhíd foglalta el (ma Piața Abator). A 19. század végi városi közigazgatás átszervezése során a Kétvízköz ezen része külön kerületté vált (IV. Kétvízközi kerület). A 20. század területrendezeséi munkálatai során alakult ki a fő közlekedési útvonala a Móricz Zsigmond utca (ma București), amely a vágóhídtól indul, párhuzamosan halad a Lázár és Magyar utcákkal majd a Téglás utcába (ma Fabricii) torkollik. A Móricz Zsigmond utcára merőleges a Pap utca (ma Paris), amelynek északi végében, még a Kétvízköz területén épült ki a város egyik ipari telepe a Dermata (később Herbák János, majd Clujana) cipőgyár körül. 
A Kétvízköz nyugati részén építették ki a Sétateret, az e mögötti rész pedig Monostor része lett (VI. Monostori kerület).  A monostori rész később, a 20. században épült be. 
Az egykori Kétvízköz területén ma több városnegyed osztozik: nyugaton a Monostori negyed és Nyárfasori lakótelep, középső részére a Belváros terjed ki, keleti részére pedig a Mărăști-lakótelep.